# Rudolf Flükiger
Rudolf Flükiger (* 1956; † im September oder Oktober 1977) war ein Schweizer Soldat, der im Herbst 1977 unter ungeklärten Umständen starb. Sein Tod wurde einem Suizid oder einem Verbrechen jurassischer Separatisten oder RAF-Terroristen zugeschrieben. Er beschäftigte die Schweizer Öffentlichkeit mehrere Jahre lang, allerdings konnte ein krimineller Hintergrund des Todesfalls nie belegt werden.

## Tod und Untersuchung
Flükiger war ein 21-jähriger Berner Offiziersaspirant aus Jegenstorf, der auf dem Waffenplatz Bure im damals noch zum Kanton Bern gehörenden Jura die Unteroffizierschule absolvierte. Am 16. September 1977 kehrte er nach einem nächtlichen Postenlauf nicht mehr in die Kaserne zurück. Erst vier Wochen später fand ein Jäger seinen Körper, nördlich der nahen Landesgrenze auf französischem Gebiet in der Gegend von Grandvillars. Die Leiche war von einer Handgranate zerfetzt worden.
Die Schweizer Rechtsmediziner hielten Suizid mit «hoher Wahrscheinlichkeit» für die Todesursache, während die französischen auch Fremdeinwirkung für möglich hielten. Die Suizidthese wurde aber bald öffentlich angezweifelt – einerseits, weil kein Motiv für den Selbstmord des beliebten jungen Soldaten ersichtlich war, und andererseits, weil der Tod bald in Verbindung mit möglichen Umtrieben von kriminellen Gruppierungen gebracht wurde.

## Separatisten
In den 1970er Jahren war der Jura vom Jurakonflikt geprägt. Dieser seit Ende der 1940er Jahre andauernde Konflikt über die Zugehörigkeit des Jura zum Kanton Bern entlud sich bisweilen in Krawallen zwischen den separatistischen Béliers und den berntreuen Sangliers. In diesem Rahmen hatten in den 1960er Jahren radikalisierte Separatisten der Front de libération jurassien auch Brandstiftungen und Sprengstoffattacken verübt.
Zwei Tage nach dem Fund von Flükigers Leiche erhielt eine Lokalzeitung einen anonymen Brief. Der Verfasser, angeblich ein Separatist, schrieb darin, er und andere hätten Flükiger entführt, um ihn nackt auf dem Bundesplatz in Bern freizulassen. Er sei aber im Kofferraum des Autos an Erbrochenem erstickt, wonach man entschieden habe, einen Suizid vorzutäuschen.
Der «Bund»-Journalist Edgar R. Minder recherchierte den Fall intensiv und gelangte zur Überzeugung, dass Separatisten Flükiger entführt hatten. Wie erst 2017 bekannt wurde, gelang es Justizminister Kurt Furgler im Jahr 1981, bei Bund-Chefredaktor Paul Schaffroth das Ende von Minders Berichterstattung zum Fall zu bewirken. Im persönlichen Gespräch führte Furgler aus, Berichte über unbeweisbare Vermutungen würden den 1979 gegründeten Kanton Jura stark belasten und könnten staatspolitische Folgen haben.
In der Nacht auf den 17. September 1977, den Tag nach Flükigers Verschwinden, hatten Unbekannte die Zufahrt zu den Ferienhäusern von Deutschschweizern im Jura blockiert. 1983 berichtete eine französische Zeitung darüber, dass diese Aktion von Separatisten aus dem Gasthof Aigle in Grandfontaine geplant worden sei, über deren nächtliche Versammlung die Berner Kantonspolizei einen internen Bericht erstellt hatte. Der Zeitungsbericht führte dazu, dass Flükigers Tod erneut öffentlich mit den Separatisten in Zusammenhang gebracht wurde. In der Schweizer Bundesversammlung griffen sich Nationalrat Valentin Oehen, der den Behörden Vertuschung vorwarf, und Furgler wegen des Falls gegenseitig heftig an.

## RAF
Nicht nur jurassische Separatisten, sondern auch die deutsche Rote Armee Fraktion (RAF) war zu dieser Zeit möglicherweise im Jura aktiv. Vor Weihnachten 1977 lieferten sich die deutschen Terroristen Gabriele Kröcher-Tiedemann und Christian Möller beim Versuch, bei Fahy in der Nähe von Bure in die Schweiz zu flüchten, einen Schusswechsel mit Schweizer Zöllnern und wurden später im Jura verhaftet. Die bei ihnen gefundenen Karten liessen vermuten, dass die RAF im Jura einen Rückzugsraum eingerichtet hatte.
Die Schweizer Behörden untersuchten zu dieser Zeit, ob es Kontakte zwischen lokalen Schmugglern, Separatisten und Terroristen gab. So wurde etwa eine Notiz des französischen Geheimdiensts publik, wonach die RAF im Oktober 1977 den ermordeten Hanns Martin Schleyer durch den Jura ins Elsass transportiert habe. Auch die Schweizer Presse spekulierte über einen Zusammenhang zwischen Flükigers Tod und den Taten der RAF. Zu greifbaren Resultaten führten auch diese Überlegungen jedoch nie.

## Verfilmung
2022 begann der Regisseur Werner Schweizer mit der Produktion eines Dokumentarfilms zum Fall Flükiger. Jonas Cina spielt Rudolf Flükiger.